# Polytrichaceae
Polytrichaceae, porodica mahovnjača iz reda Polytrichales. Postoji 20 rodova. ime je dobila po rodu Polytrichum.

## Rodovi
1. Alophosia Cardot
2. Atrichopsis Cardot
3. Atrichum P.Beauv.
4. Bartramiopsis Kindb.
5. Dawsonia R.Br.
6. Delongia N.E.Bell, Kariyawasam, Hedd. & Hyvönen
7. Dendroligotrichum (Müll.Hal.) Broth.
8. Hebantia G.L.Sm.
9. Itatiella G.L.Sm.
10. Lyellia R. Br.
11. Meiotrichum (G.L.Sm.) G.L.Sm.
12. Oligotrichum Lam. & DC
13. Plagioracelopus G.L.Sm. Merr.
14. Pogonatum P. Beauv.
15. Polytrichadelphus (Müll. Hal.) Mitt.
16. Polytrichastrum G.L.Sm.
17. Polytrichum Hedw.
18. Pseudatrichum Reimers
19. Psilopilum Brid.
20. Steereobryon G.L.Sm.